# NGC 1755
NGC 1755 is een open sterrenhoop in de Grote Magelhaense Wolk in het sterrenbeeld Goudvis. Het hemelobject werd op 3 oktober 1826 ontdekt door de Schotse astronoom James Dunlop.

## Synoniemen
- ESO 56-SC28